# Areli Hernández
Areli Betsiel Hernández Huerta (Rioverde, 22 dicembre 1994) è un calciatore messicano, difensore del Club Tijuana.

## Carriera
Cresciuto calcisticamente nelle giovanili del Querétaro, ha esordito in prima squadra il 19 agosto 2012 disputando l'incontro di Liga MX perso 0-4 contro l'América.

## Statistiche

### Presenze e reti nei club
Statistiche aggiornate al 9 novembre 2021.
| Stagione         | Squadra           | Campionato       | Campionato | Campionato | Coppe nazionali | Coppe nazionali | Coppe nazionali | Coppe continentali | Coppe continentali | Coppe continentali | Altre coppe | Altre coppe | Altre coppe | Totale | Totale |
| Stagione         | Squadra           | Comp             | Pres       | Reti       | Comp            | Pres            | Reti            | Comp               | Pres               | Reti               | Comp        | Pres        | Reti        | Pres   | Reti   |
| ---------------- | ----------------- | ---------------- | ---------- | ---------- | --------------- | --------------- | --------------- | ------------------ | ------------------ | ------------------ | ----------- | ----------- | ----------- | ------ | ------ |
| 2012-2013        | Querétaro         | LMX              | 2          | 0          | CM              | 7               | 0               |                    | -                  | -                  |             | -           | -           | 9      | 0      |
| 2013-2014        | Querétaro         | LMX              | 0          | 0          | CM              | 1               | 0               |                    | -                  | -                  |             | -           | -           | 1      | 0      |
| Totale Querétaro | Totale Querétaro  | Totale Querétaro | 2          | 0          |                 | 8               | 0               |                    | -                  | -                  |             | -           | -           | 10     | 0      |
| 2014-2015        | Atlético San Luis | AMX              | 2          | 0          | CM              | 1               | 0               |                    | -                  | -                  |             | -           | -           | 3      | 0      |
| lug.-dic. 2015   | Cafetaleros (T)   | AMX              | 1          | 0          | CM              | 1               | 0               |                    | -                  | -                  |             | -           | -           | 2      | 0      |
| 2016-2017        | Querétaro         | LMX              | 2          | 0          | CM              | 5               | 0               |                    | -                  | -                  |             | -           | -           | 7      | 0      |
| 2017-2018        | Cimarrones        | AMX              | 22         | 0          | CM              | 5               | 0               |                    | -                  | -                  |             | -           | -           | 27     | 0      |
| 2018-2019        | Querétaro         | LMX              | 4          | 0          | CM              | 7               | 0               |                    | -                  | -                  |             | -           | -           | 11     | 0      |
| 2019-2020        | Querétaro         | LMX              | 6          | 0          | CM              | 1               | 0               |                    | -                  | -                  |             | -           | -           | 7      | 0      |
| Totale Querétaro | Totale Querétaro  | Totale Querétaro | 10         | 0          |                 | 8               | 0               |                    | -                  | -                  |             | -           | -           | 18     | 0      |
| 2020-2021        | Santos Laguna     | LMX              | 2          | 0          |                 | -               | -               |                    | -                  | -                  |             | -           | -           | 2      | 0      |
| 2021-2022        | Querétaro         | LMX              | 11         | 0          |                 | -               | -               |                    | -                  | -                  |             | -           | -           | 11     | 0      |
| Totale carriera  | Totale carriera   | Totale carriera  | 52         | 0          |                 | 28              | 0               |                    | -                  | -                  |             | -           | -           | 80     | 0      |